# Orophodon hapaloides
Orophodon hapaloides és una espècie extinta de peresós terrestre de la família dels milodòntids, l'única del gènere Orophodon.
Fou descrit per Ameghino el 1895 i assignat a la família dels milodòntids per Carrol el 1988.
Se n'han trobat restes fòssils a l'Argentina.